# Bastesjön (Tolgs socken, Småland)
Bastesjön är en sjö i Växjö kommun i Småland och ingår i Mörrumsåns huvudavrinningsområde. Sjön är 3 meter djup, har en yta på 0,154 kvadratkilometer och är belägen 182 meter över havet. Vid provfiske har abborre, braxen, gädda och mört fångats i sjön.

## Delavrinningsområde
Bastesjön ingår i det delavrinningsområde (633222-144233) som SMHI kallar för Utloppet av Öjaren. Medelhöjden är 202 meter över havet och ytan är 29,27 kvadratkilometer. Räknas de 28 avrinningsområdena uppströms in blir den ackumulerade arean 633,57 kvadratkilometer. Avrinningsområdets utflöde Mörrumsån (Åbyån) mynnar i havet. Avrinningsområdet består mestadels av skog (70 procent) och jordbruk (13 procent). Avrinningsområdet har 2,43 kvadratkilometer vattenytor vilket ger det en sjöprocent på 8,3 procent.